# Emilie Ouellette
Emilie Ouellette est une humoriste, autrice, scénariste et anciennement clown thérapeutique canadienne. Diplômée de l’École nationale de l'humour (ENH) en 2003 et diplômée de l’UQAM en travail social en 2014, cette humoriste se spécialise dans l'humour touchant la famille, la maternité et la parentalité. Son spectacle d'humour Accoucher de rire est destiné aux parents qui viennent assister à celui-ci avec leur bébé âgé de 0 à 1 an. Emilie Ouellette est également scénariste membre de la SARTEC.

## Biographie
En 2011, elle produit pour la première fois le spectacle Accoucher de rire au cinéma Beaubien de Montréal. En 2012, c’est pendant le festival Juste pour rire dans le volet Zoofest qu’Accoucher de rire sera présenté à guichets fermés à raison de 8 représentations. En 2013, Accoucher de rire sera également présenté au foyer de la salle André-Mathieu de Laval devant une salle comble[réf. nécessaire]. Le spectacle sera par la suite présenté aux quatre coins du Québec. La tournée 2015-2016 s'est arrêtée à Laval, Gatineau, Sherbrooke, Rouyn-Noranda, Val d'Or, La Sarre, Lebel-sur-Quévillon, Québec, Sept-îles, Havre-St-Pierre, Sainte-Julie et Drummondville.
En 2011, dans le cadre du projet 100 000, elle crée son DVD Au suivant qu'elle produit au nombre 100 copies. Le but est de faire circuler le DVD jusqu'à ce que 100 000 personnes aient vu la prestation. Plusieurs humoristes collaborent au projet en créant avec Emilie Ouellette de courtes capsules web dont Martin Petit, Patrick Groulx, Jean-François Mercier, Boucar Diouf, François Avard, Louis Morissette, Sylvain Larocque, Jacques Lussier, Ghyslain Dufresne et Simon-Olivier Fecteau.[réf. nécessaire]
En 2015, Emilie Ouellette crée également la websérie Le Vlog de Camille. Le lancement a lieu en avril à l'École nationale de l'humour. Le personnage de Camille est inspiré de toutes ces personnes qui commentent sans gêne la façon d’élever des autres. Mais, Camille n’a pas d’enfants. C’est en parodiant différents experts en éducation qu’Emilie Ouellette a eu l’idée de créer cette websérie sous la forme d’un vlog.[réf. nécessaire]
Emilie Ouellette collabore également au magazine Boucle Magazine sous le nom de Mère rebelle. De plus, elle est participe à l'écriture de différents projets télé comme Les Parent  et Les magnifiques diffusés à ICI Radio-Canada-télé ainsi que Conseils de famille diffusé à Télé-Québec. Plus récemment, elle a également collaboré à l'écriture de l'émission Dans l'oeil du Cyclone.
Elle fait également partie des humoristes féminines les plus en vue en 2016.
La formation en travail social d’Emilie Ouellette l'a également amené à créer la conférence De la discipline à l'humour, destinée aux parents qui souhaitent intégrer au quotidien. Une formation est également disponible pour les responsables en service de garde et aux centres de petite enfance.
Depuis 2019, elle se consacre surtout à l'écriture pour la télévision ainsi que pour ses romans jeunesse.

### Vie privée
Elle est mère de quatre enfants.

## Scénariste
Elle a travaillé comme scénariste pour les émissions suivantes : Les Parent, Conseils de famille, Les Magnifiques, Dans l'oeil du cyclone, Indéfendable

## Publications
- 2019 : Ma tribu : le portrait corrosif, bienveillant et sans cliché d'une famille comme la vôtre
- 2020 : L'après...
- 2021 : Fab 1 - La recrue
- 2021 : L'après...2
- 2022 : Fab 2 - L'étoile
- 2022 : Myrian est peut-être allée trop loin...
- 2022 : L'après...3
- 2022 : Myrian est presque certaine d'avoir un bon plan!
- 2023 : Morane adoooore parler!
- 2023 : Fab 3 - Le caucus
- 2023 : Myrian aurait pu faire de grandes choses, mais... elle a pété!
- 2024 : Énigme mortelle
- 2024 : Mon pire cauchemar!
- 2025 : Myrian est sûre d'avoir tout compris... à peu près!
- 2025 : Sur la vie de ma mère

## Prix et distinctions
- 2019 : Prix Gémeaux du meilleur texte jeunesse[12] pour l'émission Conseils de famille Saison 4
- 2022 : Finaliste Prix des libraires du Québec catégorie Québec - Jeunesse[13] pour Fab, t.1 La recrue
- 2022 : Finaliste Prix littéraires des enseignant.es de français catégorie roman 9-12 ans[14] pour Fab, t.1 La recrue